# Wesley Person
Wesley Lavon Person, född 28 mars 1971 i Brantley i Alabama, är en amerikansk basketspelare och -tränare. Han avslutade sin spelarkarriär 2005.
Under sin NBA-karriär spelade Person för Phoenix Suns, Cleveland Cavaliers, Memphis Grizzlies, Portland Trail Blazers, Atlanta Hawks, Miami Heat och Denver Nuggets. Under collegetiden spelade Person för Auburn University och efter den aktiva spelarkarriären var han tränare vid Enterprise State Community College.